# Odbojka na OI 1988.
Odbojka na Olimpijskim igrama u Seulu 1988. godine uključivala je natjecanje muških i ženskih momčadi.

## Osvajači medalja
|       | Zlato | Srebro | Bronca |
| Muški | SAD Craig Buck Robert Ctvrtlik Scott Fortune Karch Kiraly Ricci Luyties Douglas Partie Jon Root Eric Sato David Saunders Jeffery Stork Troy Tanner Stephen Timmons                                    | SSSR Jurij Pančenko Andrej Kuznjecov Vjačeslav Zajcev Igor Runov Vladimir Škurikin Jevgenij Krasilnikov Raimundas Vilde Valerij Losev Jurij Sapega Aleksandr Sorokolet Jaroslav Antonov Jurij Čerednik | Argentina Daniel Castellani Daniel Colla Hugo Conte Juan Cuminetti Esteban de Palma Alejandro Diz Waldo Kantor Esteban Martínez Raúl Quiroga Javier Weber Claudio Zulianello |
| Žene  | SSSR Valentina Ogienko Elena Volkova Marina Kumiš Irina Smirnova Tatjana Sidorenko Irina Parkomčuk Tatjana Krainova Olga Škurnova Marina Nikulina Elena Ovčinikova Olga Krivošijeva Svetlana Koritova | Peru Luisa Cervera Alejandra de la Guerra Denisse Fajardo Miriam Gallardo Rosa Garcia Sonia Heredia Katherine Horny Natalia Malaga Gabriela Pérez del Solar Cecilia Tait Gina Torrealva Cenaida Uribe  | Kina Guo-Jun Li Hong Zao Ju-Zuu Hou Ja-Jun Vang Ksi-Lan Jang Huijuan Su Jing Jiang Jong-Mei Cui Ksiao-Jun Jang Mei-Zu Zeng Dan Vu Jue-Ming Li                                |